# Campeonato Argentino M18 2003
El Campeonato Argentino de Menores de 18 años de 2003 fue un torneo para los seleccionados M18 de las uniones regionales afiliadas a la Unión Argentina de Rugby. El torneo se llevó a cabo entre el 13 y el 18 de octubre de 2003 en las instalaciones del Carlos Paz Rugby Club de Córdoba, disputándose junto al Campeonato Argentino M20 de 2003.
El torneo mantuvo en gran parte el formato de la edición anterior: todos los partidos fueron a eliminación directa, con los equipos eliminados continuando su campañas contra otros equipos eliminados para definir su posición final y garantizando que todos los equipos disputaran la misma cantidad de partidos. Los cambios más importantes fue la introducción de un sistema de ascensos y descensos y la reestructuración de las distintas categorías: en 2002, la Zona Campeonato y la Zona Ascenso tenían 16 y 6 equipos, respectivamente. En esta edición, los 24 equipos fueron divididos en tres divisiones de 8 equipos cada una, introduciendo la Zona Desarrollo. Esto redujo la cantidad de partidos disputados por cada equipo de cuatro a tres.
El seleccionado de la Unión de Rugby de Buenos Aires venció 44-17 en la final al seleccionado de la Unión de Rugby de Cuyo, ganando el torneo de la categoría por segundo año consecutivo. La Zona Ascenso y la Zona Desarrollo fueron ganadas por San Juan y Uruguay, respectivamente.

## Equipos participantes
Participaron de esta edición veinticuatro equipos: veintidós uniones provinciales de Argentina y dos seleccionados sudamericanos invitados.
| División                  | Equipo              | Unión                                                |
| ------------------------- | ------------------- | ---------------------------------------------------- |
| Zona Campeonato 8 equipos | Alto Valle          | Unión de Rugby del Alto Valle de Río Negro y Neuquén |
| Zona Campeonato 8 equipos | Buenos Aires        | Unión de Rugby de Buenos Aires                       |
| Zona Campeonato 8 equipos | Córdoba             | Unión Cordobesa de Rugby                             |
| Zona Campeonato 8 equipos | Cuyo                | Unión de Rugby de Cuyo                               |
| Zona Campeonato 8 equipos | Mar del Plata       | Unión de Rugby de Mar del Plata                      |
| Zona Campeonato 8 equipos | Rosario             | Unión de Rugby de Rosario                            |
| Zona Campeonato 8 equipos | Salta               | Unión de Rugby de Salta                              |
| Zona Campeonato 8 equipos | Tucumán             | Unión de Rugby de Tucumán                            |
| Zona Ascenso 8 equipos    | Austral             | Unión de Rugby Austral                               |
| Zona Ascenso 8 equipos    | Entre Ríos          | Unión Entrerriana de Rugby                           |
| Zona Ascenso 8 equipos    | Nordeste            | Unión de Rugby del Nordeste                          |
| Zona Ascenso 8 equipos    | Oeste               | Unión de Rugby del Oeste de Buenos Aires             |
| Zona Ascenso 8 equipos    | San Juan            | Unión Sanjuanina de Rugby                            |
| Zona Ascenso 8 equipos    | Santa Fe            | Unión Santafesina de Rugby                           |
| Zona Ascenso 8 equipos    | Santiago del Estero | Unión Santiagueña de Rugby                           |
| Zona Ascenso 8 equipos    | Sur                 | Unión de Rugby del Sur                               |
| Zona Desarrollo 8 equipos | Chubut              | Unión de Rugby del Valle del Chubut                  |
| Zona Desarrollo 8 equipos | Formosa             | Unión de Rugby de Formosa                            |
| Zona Desarrollo 8 equipos | Jujuy               | Unión Jujeña de Rugby                                |
| Zona Desarrollo 8 equipos | La Rioja            | Unión Riojana de Rugby                               |
| Zona Desarrollo 8 equipos | Misiones            | Unión de Rugby de Misiones                           |
| Zona Desarrollo 8 equipos | Paraguay            | Unión de Rugby del Paraguay                          |
| Zona Desarrollo 8 equipos | Tierra del Fuego    | Unión de Rugby de Tierra del Fuego                   |
| Zona Desarrollo 8 equipos | Uruguay             | Unión de Rugby del Uruguay                           |

En cursiva los seleccionados internacionales invitados.

## Formato
Los veinticuatro equipos fueron divididos en tres divisiones de ocho equipos cada una: Zona Campeonato, Zona Ascenso y Zona Desarrollo. Cada zona se disputó bajo el mismo formato de eliminación directa a tres rondas.
Primera fecha
En la primera fecha los ocho equipos de cada zona disputaron los cuartos de final. Los cuatro ganadores clasificaron a las semifinales, mientras que los perdedores clasificaron a las semifinales por el 5° puesto. 
Segunda fecha
Durante la segunda fecha se disputaron las semifinales por el campeonato y por el 5° puesto. Los cuatro ganadores clasificaron a su respectiva final, mientras que los perdedores clasificaron a partidos por el 3° y 7° puesto.
Tercera fecha
En la tercera fecha se disputaron las finales por cada puesto (1°, 3°, 5° y 7° puesto). Las posiciones finales determinaron no solo el ganador de cada zona sino también el intercambio de plazas para la siguiente temporada: el ganador de cada zona asciende a la zona superior, mientras que el perdedor del partido por el 7° puesto desciende a la zona inferior.

## Zona Campeonato
|  | Cuartos de final | Cuartos de final | Cuartos de final |         |              | Semifinales   | Semifinales   | Semifinales   |  |              | Final         | Final         | Final         |  |
|  | 13 de octubre    | 13 de octubre    | 13 de octubre    |         |              | 15 de octubre | 15 de octubre | 15 de octubre |  |              | 18 de octubre | 18 de octubre | 18 de octubre |  |
|  |                  |                  |                  |         |              |               |               |               |  |              |               |               |               |  |
|  |                  |                  |                  |         |              |               |               |               |  |              |               |               |               |  |
|  | Buenos Aires     | Buenos Aires     | 37               |         |              |               |               |               |  |              |               |               |               |  |
|  | Buenos Aires     | Buenos Aires     | 37               |         |              |               |               |               |  |              |               |               |               |  |
|  | Alto Valle       | Alto Valle       | 12               |         |              |               |               |               |  |              |               |               |               |  |
|  | Alto Valle       | Alto Valle       | 12               |         | Buenos Aires | Buenos Aires  | 32            |               |  |              |               |               |               |  |
|  |                  |                  |                  |         | Buenos Aires | Buenos Aires  | 32            |               |  |              |               |               |               |  |
|  |                  |                  | Tucumán          | Tucumán | 12           |               |               |               |  |              |               |               |               |  |
|  | Mar del Plata    | Mar del Plata    | Tucumán          | Tucumán | 12           | 12            |               |               |  |              |               |               |               |  |
|  | Mar del Plata    | Mar del Plata    |                  |         |              |               |               |               |  |              |               |               |               |  |
|  | Tucumán          | Tucumán          | 30               |         |              |               |               |               |  |              |               |               |               |  |
|  | Tucumán          | Tucumán          | 30               |         |              |               |               |               |  | Buenos Aires | Buenos Aires  | 44            |               |  |
|  |                  |                  |                  |         |              |               |               |               |  | Buenos Aires | Buenos Aires  | 44            |               |  |
|  |                  |                  | Cuyo             | Cuyo    | 13           |               |               |               |  |              |               |               |               |  |
|  | Cuyo             | Cuyo             | Cuyo             | Cuyo    | 13           | 36            |               |               |  |              |               |               |               |  |
|  | Cuyo             | Cuyo             |                  |         |              |               |               |               |  |              |               |               |               |  |
|  | Salta            | Salta            | 13               |         |              |               |               |               |  |              |               |               |               |  |
|  | Salta            | Salta            | 13               |         | Cuyo         | Cuyo          | 25            |               |  |              |               |               |               |  |
|  |                  |                  |                  |         | Cuyo         | Cuyo          | 25            |               |  |              |               |               |               |  |
|  |                  |                  | Rosario          | Rosario | 13           |               |               |               |  |              |               |               |               |  |
|  | Córdoba          | Córdoba          | Rosario          | Rosario | 13           | 9             |               |               |  |              |               |               |               |  |
|  | Córdoba          | Córdoba          |                  |         |              |               |               |               |  |              |               |               |               |  |
|  | Rosario          | Rosario          | 24               |         |              |               |               |               |  |              |               |               |               |  |
|  | Rosario          | Rosario          | 24               |         |              |               |               |               |  |              |               |               |               |  |
|  |                  |                  |                  |         |              |               |               |               |  |              |               |               |               |  |

### Primera fecha
| 13 de octubre | Buenos Aires | 37 - 12       | Alto Valle |                                 |                                 |
|               |              | p.132 Reporte |            | Árbitro(s): Andrés Ramos (Cuyo) | Árbitro(s): Andrés Ramos (Cuyo) |

| 13 de octubre | Mar del Plata | 12 - 30 | Tucumán |  |  |
|               |               | Reporte |         |  |  |

| 13 de octubre | Cuyo | 36 - 13 | Salta |  |  |
|               |      | Reporte |       |  |  |

| 13 de octubre | Córdoba | 9 - 24  | Rosario |  |  |
|               |         | Reporte |         |  |  |

### Segunda fecha
Partidos 1.°-4.° puesto
| 15 de octubre | Buenos Aires | 32 - 12       | Tucumán |                                      |                                      |
|               |              | p.133 Reporte |         | Árbitro(s): Javier Mancuso (Córdoba) | Árbitro(s): Javier Mancuso (Córdoba) |

| 15 de octubre | Cuyo | 25 - 13 | Rosario |  |  |
|               |      | Reporte |         |  |  |

Partidos 5.°-8.° puesto
| 15 de octubre | Alto Valle | 10 - 13 | Mar del Plata |  |  |
|               |            | Reporte |               |  |  |

| 15 de octubre | Salta | 5 - 22  | Córdoba |  |  |
|               |       | Reporte |         |  |  |

### Tercera fecha
Final
| 18 de octubre | Buenos Aires | 44 - 17              | Cuyo |                                         |                                         |
|               |              | Reporte p134 Reporte |      | Árbitro(s): Marcelo Domínguez (Córdoba) | Árbitro(s): Marcelo Domínguez (Córdoba) |

Partido 3.° puesto
| 18 de octubre | Tucumán | 27 - 22 | Rosario |  |  |
|               |         | Reporte |         |  |  |

Partido 5.° puesto
| 18 de octubre | Mar del Plata | 19 - 31 | Córdoba |  |  |
|               |               | Reporte |         |  |  |

Partido 7.° puesto
| 18 de octubre | Alto Valle | 10 - 17 | Salta |  |  |
|               |            | Reporte |       |  |  |

|                      |
| Buenos Aires Campeón |

## Zona Ascenso
|  | Cuartos de final | Cuartos de final | Cuartos de final |          |                 | Semifinales     | Semifinales   | Semifinales   |  |          | Final         | Final         | Final         |  |
|  | 13 de octubre    | 13 de octubre    | 13 de octubre    |          |                 | 15 de octubre   | 15 de octubre | 15 de octubre |  |          | 18 de octubre | 18 de octubre | 18 de octubre |  |
|  |                  |                  |                  |          |                 |                 |               |               |  |          |               |               |               |  |
|  |                  |                  |                  |          |                 |                 |               |               |  |          |               |               |               |  |
|  | Santa Fe         | Santa Fe         | 20               |          |                 |                 |               |               |  |          |               |               |               |  |
|  | Santa Fe         | Santa Fe         | 20               |          |                 |                 |               |               |  |          |               |               |               |  |
|  | Oeste            | Oeste            | 13               |          |                 |                 |               |               |  |          |               |               |               |  |
|  | Oeste            | Oeste            | 13               |          | Santa Fe        | Santa Fe        | 6             |               |  |          |               |               |               |  |
|  |                  |                  |                  |          | Santa Fe        | Santa Fe        | 6             |               |  |          |               |               |               |  |
|  |                  |                  | San Juan         | San Juan | 18              |                 |               |               |  |          |               |               |               |  |
|  | San Juan         | San Juan         | San Juan         | San Juan | 18              | 30              |               |               |  |          |               |               |               |  |
|  | San Juan         | San Juan         |                  |          |                 |                 |               |               |  |          |               |               |               |  |
|  | Nordeste         | Nordeste         | 13               |          |                 |                 |               |               |  |          |               |               |               |  |
|  | Nordeste         | Nordeste         | 13               |          |                 |                 |               |               |  | San Juan | San Juan      | 32            |               |  |
|  |                  |                  |                  |          |                 |                 |               |               |  | San Juan | San Juan      | 32            |               |  |
|  |                  |                  | Sur              | Sur      | 24              |                 |               |               |  |          |               |               |               |  |
|  | Sgo. del Estero  | Sgo. del Estero  | Sur              | Sur      | 24              | 31              |               |               |  |          |               |               |               |  |
|  | Sgo. del Estero  | Sgo. del Estero  |                  |          |                 |                 |               |               |  |          |               |               |               |  |
|  | Austral          | Austral          | 23               |          |                 |                 |               |               |  |          |               |               |               |  |
|  | Austral          | Austral          | 23               |          | Sgo. del Estero | Sgo. del Estero | 18            |               |  |          |               |               |               |  |
|  |                  |                  |                  |          | Sgo. del Estero | Sgo. del Estero | 18            |               |  |          |               |               |               |  |
|  |                  |                  | Sur              | Sur      | 20              |                 |               |               |  |          |               |               |               |  |
|  | Entre Ríos       | Entre Ríos       | Sur              | Sur      | 20              | 12              |               |               |  |          |               |               |               |  |
|  | Entre Ríos       | Entre Ríos       |                  |          |                 |                 |               |               |  |          |               |               |               |  |
|  | Sur              | Sur              | 13               |          |                 |                 |               |               |  |          |               |               |               |  |
|  | Sur              | Sur              | 13               |          |                 |                 |               |               |  |          |               |               |               |  |
|  |                  |                  |                  |          |                 |                 |               |               |  |          |               |               |               |  |

### Primera fecha
| 13 de octubre | Santa Fe | 20 - 13 | Oeste |  |  |
|               |          | Reporte |       |  |  |

| 13 de octubre | San Juan | 30 - 13 | Nordeste |  |  |
|               |          | Reporte |          |  |  |

| 13 de octubre | Santiago del Estero | 31 - 23 | Austral |  |  |
|               |                     | Reporte |         |  |  |

| 13 de octubre | Entre Ríos | 12 - 13 | Sur |  |  |
|               |            | Reporte |     |  |  |

### Segunda fecha
Partidos 1.°-4.° puesto
| 15 de octubre | San Juan | 18 - 6  | Santa Fe |  |  |
|               |          | Reporte |          |  |  |

| 15 de octubre | Sur | 20 - 18 | Santiago del Estero |  |  |
|               |     | Reporte |                     |  |  |

Partidos 5.°-8.° puesto
| 15 de octubre | Oeste | 15 - 20 | Nordeste |  |  |
|               |       | Reporte |          |  |  |

| 15 de octubre | Austral | 15 - 6  | Entre Ríos |  |  |
|               |         | Reporte |            |  |  |

### Tercera fecha
Final
| 18 de octubre | San Juan | 32 - 24 | Sur |  |  |
|               |          | Reporte |     |  |  |

Partido 3.° puesto
| 18 de octubre | Santa Fe | 35 - 21 | Santiago del Estero |  |  |
|               |          | Reporte |                     |  |  |

Partido 5.° puesto
| 18 de octubre | Nordeste | 22 - 14 | Austral |  |  |
|               |          | Reporte |         |  |  |

Partido 7.° puesto
| 18 de octubre | Entre Ríos | 24 - 24 | Oeste |  |  |
|               |            | Reporte |       |  |  |

| Bandera de la Provincia de San Juan |
| San Juan Campeón Zona Ascenso       |

## Zona Desarrollo
|  | Cuartos de final | Cuartos de final | Cuartos de final |                  |          | Semifinales   | Semifinales   | Semifinales   |  |         | Final         | Final         | Final         |  |
|  | 13 de octubre    | 13 de octubre    | 13 de octubre    |                  |          | 15 de octubre | 15 de octubre | 15 de octubre |  |         | 18 de octubre | 18 de octubre | 18 de octubre |  |
|  |                  |                  |                  |                  |          |               |               |               |  |         |               |               |               |  |
|  |                  |                  |                  |                  |          |               |               |               |  |         |               |               |               |  |
|  | Chubut           | Chubut           | 10               |                  |          |               |               |               |  |         |               |               |               |  |
|  | Chubut           | Chubut           | 10               |                  |          |               |               |               |  |         |               |               |               |  |
|  | Uruguay          | Uruguay          | 31               |                  |          |               |               |               |  |         |               |               |               |  |
|  | Uruguay          | Uruguay          | 31               |                  | Uruguay  | Uruguay       | 34            |               |  |         |               |               |               |  |
|  |                  |                  |                  |                  | Uruguay  | Uruguay       | 34            |               |  |         |               |               |               |  |
|  |                  |                  | Tierra del Fuego | Tierra del Fuego | 3        |               |               |               |  |         |               |               |               |  |
|  | Formosa          | Formosa          | Tierra del Fuego | Tierra del Fuego | 3        | 5             |               |               |  |         |               |               |               |  |
|  | Formosa          | Formosa          |                  |                  |          |               |               |               |  |         |               |               |               |  |
|  | Tierra del Fuego | Tierra del Fuego | 43               |                  |          |               |               |               |  |         |               |               |               |  |
|  | Tierra del Fuego | Tierra del Fuego | 43               |                  |          |               |               |               |  | Uruguay | Uruguay       | '8            |               |  |
|  |                  |                  |                  |                  |          |               |               |               |  | Uruguay | Uruguay       | '8            |               |  |
|  |                  |                  | Misiones         | Misiones         | 3        |               |               |               |  |         |               |               |               |  |
|  | Paraguay         | Paraguay         | Misiones         | Misiones         | 3        | 8             |               |               |  |         |               |               |               |  |
|  | Paraguay         | Paraguay         |                  |                  |          |               |               |               |  |         |               |               |               |  |
|  | Misiones         | Misiones         | 28               |                  |          |               |               |               |  |         |               |               |               |  |
|  | Misiones         | Misiones         | 28               |                  | Misiones | Misiones      | 31            |               |  |         |               |               |               |  |
|  |                  |                  |                  |                  | Misiones | Misiones      | 31            |               |  |         |               |               |               |  |
|  |                  |                  | Jujuy            | Jujuy            | 7        |               |               |               |  |         |               |               |               |  |
|  | Jujuy            | Jujuy            | Jujuy            | Jujuy            | 7        | 20            |               |               |  |         |               |               |               |  |
|  | Jujuy            | Jujuy            |                  |                  |          |               |               |               |  |         |               |               |               |  |
|  | La Rioja         | La Rioja         | 13               |                  |          |               |               |               |  |         |               |               |               |  |
|  | La Rioja         | La Rioja         | 13               |                  |          |               |               |               |  |         |               |               |               |  |
|  |                  |                  |                  |                  |          |               |               |               |  |         |               |               |               |  |

### Primera fecha
| 13 de octubre | Chubut | 10 - 31 | Uruguay |  |  |
|               |        | Reporte |         |  |  |

| 13 de octubre | Formosa | 5 - 43  | Tierra del Fuego |  |  |
|               |         | Reporte |                  |  |  |

| 13 de octubre | Paraguay | 8 - 28  | Misiones |  |  |
|               |          | Reporte |          |  |  |

| 13 de octubre | Jujuy | 20 - 13 | La Rioja |  |  |
|               |       | Reporte |          |  |  |

### Segunda fecha
Partidos 1.°-4.° puesto
| 15 de octubre | Uruguay | 34 - 3  | Tierra del Fuego |  |  |
|               |         | Reporte |                  |  |  |

| 15 de octubre | Misiones | 31 - 7  | Jujuy |  |  |
|               |          | Reporte |       |  |  |

Partidos 5.°-8.° puesto
| 15 de octubre | Chubut | 10 - 0  | Formosa |  |  |
|               |        | Reporte |         |  |  |

| 15 de octubre | Paraguay | 31 - 5  | La Rioja |  |  |
|               |          | Reporte |          |  |  |

### Tercera fecha
Final
| 18 de octubre | Uruguay | 8 - 3   | Misiones |  |  |
|               |         | Reporte |          |  |  |

Partido 3.° puesto
| 18 de octubre | Tierra del Fuego | 33 - 7  | Jujuy |  |  |
|               |                  | Reporte |       |  |  |

Partido 5.° puesto
| 18 de octubre | Paraguay | 20 - 16 | Chubut |  |  |
|               |          | Reporte |        |  |  |

Partido 7.° puesto
| 18 de octubre | Formosa | 30 - 5  | La Rioja |  |  |
|               |         | Reporte |          |  |  |

| Bandera de Uruguay              |
| Uruguay Campeón Zona Desarrollo |

## Tabla de posiciones
La tabla de posiciones finales del torneo indicó el intercambio de plazas para la siguiente temporada: los equipos clasificados últimos en sus zonas descendieron a su respectiva zona inferior, mientras que los ganadores ascendieron a la zona superior.
| Zona            | Pos. | Equipos             |
| --------------- | ---- | ------------------- |
| Zona Campeonato | 1.°  | Buenos Aires        |
| Zona Campeonato | 2.°  | Cuyo                |
| Zona Campeonato | 3.°  | Tucumán             |
| Zona Campeonato | 4.°  | Rosario             |
| Zona Campeonato | 5.°  | Córdoba             |
| Zona Campeonato | 6.°  | Mar del Plata       |
| Zona Campeonato | 7.°  | Salta               |
| Zona Campeonato | 8.°  | Alto Valle          |
| Zona Ascenso    | 1.°  | San Juan            |
| Zona Ascenso    | 2.°  | Sur                 |
| Zona Ascenso    | 3.°  | Santa Fe            |
| Zona Ascenso    | 4.°  | Santiago del Estero |
| Zona Ascenso    | 5°   | Nordeste            |
| Zona Ascenso    | 6.°  | Austral             |
| Zona Ascenso    | 7.°  | Oeste               |
| Zona Ascenso    | 8.°  | Entre Ríos          |
| Zona Desarrollo | 1.°  | Uruguay             |
| Zona Desarrollo | 2.°  | Misiones            |
| Zona Desarrollo | 3.°  | Tierra del Fuego    |
| Zona Desarrollo | 4.°  | Jujuy               |
| Zona Desarrollo | 5.°  | Paraguay            |
| Zona Desarrollo | 6.°  | Chubut              |
| Zona Desarrollo | 7.°  | Formosa             |
| Zona Desarrollo | 8.°  | La Rioja            |

Originalmente, la Unión de Rugby de Misiones se quedó con el ascenso a la segunda división debido a que el campeón, Uruguay, había participado como un seleccionado invitado. Sin embargo, esto fue revertido y el seleccionado uruguayo acabó participando de la nueva Zona Ascenso A en 2004 con un formato reestructurado.
La nueva estructura dividió la Zona Ascenso en dos zonas de seis equipos cada una, por lo que los equipos clasificados 6.° y 7.° en esta temporada (Austral y Oeste) "descendieron" a la nueva Zona Ascenso B en 2004 junto a Entre Ríos. Para completar esta nueva zona, los tres mejores equipos de la Zona Desarrollo (del 2.° al 4.°, ya que Uruguay ascendió directamente a la Zona Ascenso A) "ascendieron" a la Zona Ascenso B.